# Simard
Simard és un municipi francès situat al departament de Saona i Loira i a la regió de Borgonya - Franc Comtat. L'any 2009 tenia 1.133 habitants.

## Història
| Data d'elecció                           | Identitat          | Partit          | Qualitat |
| ---------------------------------------- | ------------------ | --------------- | -------- |
| 1959-1965                                | Louis Rebillard    |                 |          |
| 1965-1997                                | Fernand Cavard     | RI, després UDF |          |
| 1997-                                    | Jean-Marc Aberlenc |                 |          |
| les dades anteriors no són pas conegudes |                    |                 |          |
|                                          |                    |                 |          |

## Demografia
| A partir de 1990: Població sense dobles comptes |